# Herodes Agrippa I.

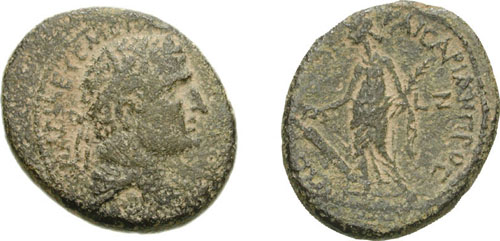
Herodes Agrippa I., Münze aus Caesarea Maritima

Herodes Agrippa I. (eigentlich Marcus Iulius Agrippa; * 10 v. Chr.; † 44 n. Chr.) war während der Regierungszeit des römischen Kaisers Caligula ab 37 n. Chr. Tetrarch von Ituräa, Gaulanitis und Trachonitis und unter Caligulas Nachfolger Claudius von 41 n. Chr. bis zu seinem Tod König von Judäa und Samaria.

Das römische Imperium in der Zeit des Kaisers Tiberius (14–37 n. Chr.)

## Herkunft
Herodes Agrippa war der Sohn des jüdischen Prinzen Aristobulos und seiner Ehefrau Berenike sowie ein Enkel König Herodes’ des Großen von Judäa. Einer seiner Brüder war Herodes von Chalkis, der spätere Herrscher des Königreichs Chalkis. Sein anderer Bruder war Aristobulos, der mit Jotape, der Tochter des Königs Sampsigeramos II. von Emesa verheiratet war.

## Leben
Herodes Agrippa wuchs in Rom auf, wo sich nach dem Tode Herodes des Großen auch seine Mutter Berenike dauerhaft niederließ, und wurde zusammen mit Drusus dem Jüngeren, dem Sohn des Tiberius, sowie dem späteren Kaiser Claudius erzogen. So konnte er früh einflussreiche Kontakte zum Kaiserhof knüpfen und pflegen.
Solange seine Mutter Berenike noch lebte, musste Agrippa seiner zur Übertreibung neigenden Freigebigkeit noch Zügel anlegen, um sie nicht zu erzürnen, nach ihrem Tode (vor 23 n. Chr.) überließ er sich jedoch ohne Schranken einem großzügigen bis verschwenderischen Lebensstil, wodurch er hohe Schulden anhäufte. Als seine Gläubiger sich nicht mehr beruhigen ließen, musste er schließlich Rom verlassen.
Er hielt sich daraufhin (immer in Geldnot) in Idumäa, Antiochia und Alexandria auf. Wie der jüdische Geschichtsschreiber Flavius Josephus berichtet, dachte Agrippa in seiner Verzweiflung sogar an Selbstmord. Seiner Ehefrau Kypros, ebenfalls eine Enkelin Herodes des Großen, gelang es jedoch, dies abzuwenden, indem sie Unterstützung vonseiten ihrer Verwandten (u. a. Herodes Antipas und dessen Gattin Herodias) erbat. Mit dieser Hilfe in der Not machte Agrippa jedoch zwiespältige Erfahrungen, sein Bruder Aristobulos arbeitete sogar gegen ihn. Erst dank der finanziellen Hilfe des reichen Juden Tiberius Iulius Alexander konnte er 35/36 n. Chr. wieder nach Rom zurückkehren, wo er weitere Unterstützung von Antonia der Jüngeren, einer engen Freundin seiner verstorbenen Mutter, erhielt.
Nach der Absetzung des Pontius Pilatus als Präfekt von Judäa durch den syrischen Statthalter und Legaten Vitellius im Jahre 36/37 n. Chr. und dem kurz darauf eingetretenen Tod Kaiser Tiberius’ eröffneten sich Agrippa, der nun endlich von seinen guten Kontakten zu den führenden Persönlichkeiten in Rom profitieren konnte, neue Perspektiven: Kaiser Caligula ernannte ihn zum König der Tetrarchie des 34 n. Chr. verstorbenen Philippos und zwei Jahre später auch für das Gebiet des nach Südgallien verbannten Tetrarchen Herodes Antipas, an dessen Absetzung er durch Anschwärzungen und falsche Gerüchte mitgewirkt hatte. Im Jahre 41 n. Chr. wurde das Königreich des Agrippa von Claudius zusätzlich noch um die früheren Gebiete des 6 n. Chr. abgesetzten Herodes Archelaos vergrößert. Damit umfasste sein Machtbereich das ursprüngliche Gebiet von Herodes dem Großen. Es gelang ihm auch durch seine Fürsprache bei Kaiser Claudius, für seinen Bruder Herodes von Chalkis, mit dem er sich immer gut verstanden hatte, die Übertragung eines Territoriums, verbunden mit der Königswürde, zu erwirken. Sein Bruder Aristobulos blieb Privatmann.
König Agrippas Versuch, nach der Wiederherstellung des Königreiches Judäa die Stadtmauern von Jerusalem ausbauen und verstärken zu lassen, wurde von dem neu ernannten römischen Statthalter von Syrien, Vibius Marsus, nach Rom gemeldet und auf Befehl des Kaisers gestoppt. Außenpolitisch suchte Agrippa das gute Einvernehmen mit seinen regionalen Nachbarn. Wohl 42 n. Chr. versammelte er in Tiberias, der Hauptstadt der früheren Tetrarchie des Herodes Antipas, in der er sich zumeist aufhielt, die anderen von Rom abhängigen Klientelkönige der Region um sich. Als Teilnehmer kamen dabei zusammen: sein Bruder Herodes von Chalkis, Polemon II. von Pontos, Kotys von Kleinarmenien, Antiochos IV. von Kommagene und Sampsigeramos von Emesa, der Schwiegervater seines Bruders Aristobulos. Der anscheinend zu dieser Konferenz nicht eingeladene, aber noch während des Königstreffens in Tiberias überraschend erschienene Marsus empfand die guten Beziehungen so vieler Fürsten als nicht im Interesse Roms liegend und sandte Boten an die königlichen Gäste, um sie zur Rückkehr in ihre Heimat auffordern zu lassen. Dieses undiplomatische Verhalten musste der Gastgeber Agrippa als Affront empfinden. Sein Verhältnis zu Marsus wurde durch den Vorfall nachhaltig getrübt und Agrippa bat den Kaiser brieflich mehrmals – allerdings ohne Erfolg – darum, an Marsus’ Stelle einen neuen syrischen Statthalter zu entsenden.
Herodes Agrippa pflegte nach außen hin den Regierungsstil eines orientalischen, hellenistischen Herrschers. Innenpolitisch versuchte er durch strenge Ausrichtung an den jüdischen Gesetzen die einflussreichen konservativen Kreise des Judentums auf seine Seite zu bringen. Aus diesem Grund zettelte er wohl auch eine Verfolgung der jungen christlichen Gemeinde Jerusalems an, in deren Verlauf der Apostel Jakobus der Ältere (einer der beiden Söhne des Zebedäus) ermordet wurde und Simon Petrus in Gefangenschaft geriet.

## Tod
Herodes Agrippa I. starb 44 n. Chr. Sein Tod ist in der biblischen Apostelgeschichte beschrieben. Daher spielt er in der Chronologie der neutestamentlichen Ereignisse eine bedeutende Rolle:

„Als es aber Tag geworden war, gab es eine nicht geringe Bestürzung unter den Soldaten, was wohl aus Petrus geworden sei. Als aber Herodes nach ihm verlangte und ihn nicht fand, zog er die Wächter zur Untersuchung und befahl, sie abzuführen; und er ging von Judäa nach Cäsarea hinab und verweilte dort. Er war aber sehr erbittert gegen die Tyrer und Sidonier. Sie kamen aber einmütig zu ihm, und nachdem sie Blastus, den Kämmerer des Königs, überredet hatten, baten sie um Frieden, weil ihr Land von dem königlichen Land ernährt wurde. An einem festgesetzten Tag aber hielt Herodes, nachdem er königliche Kleider angelegt und sich auf den Thron gesetzt hatte, eine öffentliche Rede an sie. Das Volk aber rief ihm zu: Eines Gottes Stimme und nicht eines Menschen! Sogleich aber schlug ihn ein Engel des Herrn, dafür, daß er nicht Gott die Ehre gab; und von Würmern zerfressen, verschied er. Das Wort Gottes aber wuchs und mehrte sich.“

Ein Bericht, der sich in Einzelheiten mit dem der Bibel deckt, findet sich bei Flavius Josephus:

„Drei Jahre waren ihm (Herodes Agrippa) jetzt im Besitz von ganz Judäa verflossen, als er sich nach Cäsarea begab, das früher Stratonsturm geheißen hatte. Hier gab er zur Ehre des Kaisers Schauspiele, weil er wusste, dass für dessen Heil gerade ein religiöses Fest begangen wurde; zu diesem versammelte sich eine große Schar von Großen und Mächtigen aus der ganzen Provinz. Am zweiten Tage begab er sich mit Anbruch des Morgens in einem Kleide, das mit wunderbarer Kunst ganz aus Silber gewirkt war, zum Theater. Hier erschien das Silber, das von den ersten Strahlen der Sonne getroffen wurde, in wundervollem Glanze, so dass das Auge sich geblendet und erschauert zurückwenden musste. Zugleich riefen seine Schmeichler von allen Seiten ihm zu, nannten ihn Gott und sagten: >Sei uns gnädig!, wenn wir auch bisher dich als Menschen geachtet haben, so wollen wir doch von nun an etwas Höheres als ein sterbliches Wesen in dir verehren.< Der König machte ihnen darauf keinen Vorwurf und wies ihre gotteslästerliche Schmeichelei nicht zurück; als er aber bald nachher den Blick nach oben wandte, sah er über seinem Haupte den ihm wohlbekannten Uhu auf einem Stricke sitzen. Er wusste, dass dieser, der ihm früher sein Glück prophezeit hat, ihm jetzt ein schlimmes Unglück anzeigte, und darum empfand er bittere Reue. Nicht lange jedoch, so wurden seine Eingeweide von furchtbaren Schmerzen zerrissen, die gleich mit unerhörter Heftigkeit begannen … Er ließ sich daher schnell in seine Wohnung bringen, und bald war allenthalben bekannt, dass er in den letzten Zügen liege … Nachdem er noch fünf Tage die Qual in seinen Eingeweiden ertragen, verschied er endlich im 54. Jahre seines Lebens und im siebten seiner Regierung.“

## Nachkommen
Herodes Agrippa hatte aus der Ehe mit seiner Frau Kypros einen Sohn, Herodes Agrippa II., der bei dem Tode seines Vaters 44 n. Chr. aber noch zu jung war, um die Nachfolge als Herrscher des unruhigen Judäa anzutreten. Das Königreich Agrippas I. wurde deshalb zur römischen Provinz gemacht und von römischen Prokuratoren regiert. Agrippa II., der ebenfalls in Rom erzogen worden war und beste Beziehungen zum Kaiserhaus unterhielt, wurde aber als Entschädigung später als Nachfolger seines Onkels Herodes von Chalkis nach dessen Tode 48 n. Chr. zum König von Chalkis ernannt.
Außerdem hatte Agrippa I. drei Töchter: Berenike, die Ehefrau von Markus Iulius Alexander wurde, dann ihres Onkels Herodes von Chalkis und darauf von Polemon, sowie später Geliebte des römischen Kaisers Titus; Mariamme, die mit Julius Archelaus und dem Alexandriner Demetrius verheiratet war, sowie Drusilla, die spätere Ehefrau des Prokurators von Judäa Marcus Antonius Felix.

## Trivia
Nach Herodes wurde die Salbe Agrippa (lateinisch Unguentum Agrippa), ein im Mittelalter geläufiges Arzneimittel, benannt, die er benutzt bzw. erfunden haben soll.